# Roman Rutkowski (1923–2014)
Roman Rutkowski (ur. 12 lutego 1923 w Mościskach, zm. 14 sierpnia 2014) – polski tokarz i działacz komunistyczny, poseł na Sejm PRL VI i VII kadencji.

## Życiorys
Uzyskał wykształcenie zasadnicze zawodowe. W maju 1942 wywieziono go na przymusowe roboty do Niemiec. Po wojnie powrócił do Polski, zamieszkując w październiku 1945 we Wrocławiu. Był tokarzem w Pafawagu, a w sierpniu 1949 skierowano go do pracy w Komendzie Wojewódzkiej Milicji Obywatelskiej we Wrocławiu. Pracował tam do 1956, po czym w 1957 powrócił do pracy w „Pafawagu” (na stanowisko tokarza-brygadzisty).
Był członkiem Polskiej Partii Robotniczej, z którą podczas Kongresu Zjednoczeniowego w grudniu 1948 przystąpił do Polskiej Zjednoczonej Partii Robotniczej, gdzie zasiadał w egzekutywie oddziałowej organizacji partyjnej (był też jej sekretarzem), w plenum Komitetu Dzielnicowego Wrocław-Fabryczna oraz w egzekutywie Komitetu Zakładowego. Był także delegatem na V Zjazd PZPR. W 1972 i 1976 uzyskiwał mandat posła na Sejm PRL w okręgu Wrocław. Przez dwie kadencje zasiadał w Komisji Komunikacji i Łączności, ponadto w trakcie VII kadencji zasiadał w Komisji Prac Ustawodawczych.
Pochowany 20 sierpnia 2014 na Cmentarzu Osobowickim we Wrocławiu.

## Odznaczenia
- Złoty Krzyż Zasługi
- Srebrny Krzyż Zasługi
- Medal 30-lecia Polski Ludowej